# Pene galilaea
Pene galilaea е вид коремоного от семейство Enidae. Видът е критично застрашен от изчезване.

## Разпространение
Разпространен е в Израел.